# ヤマモトシンタロウ
 ヤマモト シンタロウ （本名：山本 真太郎、1984年10月18日 - ）は、日本のベーシストである。ロックバンドのLEGO BIG MORLのベース、コーラス、MC担当。

## 人物
愛称であるシンタロウの由来はブログなどでは自身を｢〜ビックモール｣と話題に合わせたあだ名で呼んでいる。
同バンドのシングル「RAINBOW」のカップリング曲「絶望は希望よりも美しい」はヤマモトの原曲であり、タナカが休止している間に作った曲である。LEGO BIG MORLっぽいループフレーズを考えてみようと思い作り始めた曲もあった。本人曰く新たなLEGO色の皮切りになった1曲となった。

## おとなり
「おとなり」は阪井一生（flumpool）と立ち上げたプロジェクトである。CAMPFIRE内の月額制オンラインサロンに集まったメンバーにより、音楽に関するコンテンツ、システム、商品、企画、イベントなどを始め、音楽業界を目指す人の為の道作りや情報交換などの活動する。

## 使用機材
- Fenderのベースを使用。左利きであり、左利き用のベースを使っている。